# GABRB3
GABRB3 (англ. Gamma-aminobutyric acid type A receptor beta3 subunit) – білок, який кодується однойменним геном, розташованим у людей на короткому плечі 15-ї хромосоми. Довжина поліпептидного ланцюга білка становить 473 амінокислот, а молекулярна маса — 54 116.
| 10         |  | 20         |  | 30         |  | 40         |  | 50         |
| ---------- |  | ---------- |  | ---------- |  | ---------- |  | ---------- |
| MWGLAGGRLF |  | GIFSAPVLVA |  | VVCCAQSVND |  | PGNMSFVKET |  | VDKLLKGYDI |
| RLRPDFGGPP |  | VCVGMNIDIA |  | SIDMVSEVNM |  | DYTLTMYFQQ |  | YWRDKRLAYS |
| GIPLNLTLDN |  | RVADQLWVPD |  | TYFLNDKKSF |  | VHGVTVKNRM |  | IRLHPDGTVL |
| YGLRITTTAA |  | CMMDLRRYPL |  | DEQNCTLEIE |  | SYGYTTDDIE |  | FYWRGGDKAV |
| TGVERIELPQ |  | FSIVEHRLVS |  | RNVVFATGAY |  | PRLSLSFRLK |  | RNIGYFILQT |
| YMPSILITIL |  | SWVSFWINYD |  | ASAARVALGI |  | TTVLTMTTIN |  | THLRETLPKI |
| PYVKAIDMYL |  | MGCFVFVFLA |  | LLEYAFVNYI |  | FFGRGPQRQK |  | KLAEKTAKAK |
| NDRSKSESNR |  | VDAHGNILLT |  | SLEVHNEMNE |  | VSGGIGDTRN |  | SAISFDNSGI |
| QYRKQSMPRE |  | GHGRFLGDRS |  | LPHKKTHLRR |  | RSSQLKIKIP |  | DLTDVNAIDR |
| WSRIVFPFTF |  | SLFNLVYWLY |  | YVN        |  |            |  |            |

A: Аланін

C: Цистеїн

D: Аспарагінова кислота

E: Глутамінова кислота

F: Фенілаланін

G: Гліцин

H: Гістидин

I: Ізолейцин

K: Лізин

L: Лейцин

M: Метіонін

N: Аспарагін

P: Пролін

Q: Глутамін

R: Аргінін

S: Серин

T: Треонін

V: Валін

W: Триптофан

Кодований геном білок за функціями належить до рецепторів, іонних каналів, хлорних каналів. 
Задіяний у таких біологічних процесах, як транспорт іонів, транспорт, альтернативний сплайсинг. 
Білок має сайт для зв'язування з хлоридом. 
Локалізований у клітинній мембрані, мембрані, клітинних контактах, цитоплазматичних везикулах, синапсах.